# Frederick Muhlenberg
Frederick Augustus Conrad Muhlenberg (Trappe, Pensilvania, América británica; 1 de enero de 1750-Lancaster, Pensilvania; 4 de junio de 1801) fue un ministro y político estadounidense que se desempeñó como el 1.er presidente de la Cámara de Representantes de los Estados Unidos. Miembro del Partido Federalista, fue delegado en la Convención Constitucional por Pensilvania.

## Biografía

### Primeros años y carrera ministerial
Nació en Trappe, Pensilvania, hijo de Anna María (Weiser) y Heinrich Melchior Mühlenberg. Su padre, un inmigrante de Alemania, fue considerado el fundador de la Iglesia Luterana en América del Norte. Su abuelo materno fue el líder colonial alemán de Pensilvania, Conrad Weiser. Su hermano, Peter, era general en el Ejército Continental y su hermano Gotthilf Heinrich Ernst era botánico.
En 1763, junto con sus hermanos John Peter Gabriel y Gotthilf Henry Ernst, asistió a la Latina en la Franckesche Stiftungen en Halle, Alemania. En 1769, asistió a la Universidad de Halle, donde estudió teología. Fue ordenado por el ministerio de Pensilvania como ministro de la Iglesia Luterana el 25 de octubre de 1770. Predicó en Stouchsburg, Pensilvania y Líbano, Pensilvania, de 1770 a 1774, y en la ciudad de Nueva York de 1774 a 1776. Cuando los británicos entraron en Nueva York al comienzo de la guerra de Independencia de los Estados Unidos, se sintió obligado a irse y regresó a Trappe. Se mudó al municipio de New Hanover y fue pastor allí hasta 1779.

### Carrera política

#### Cámara de Representantes de los Estados Unidos
Se desempeñó como miembro de la Cámara de Representantes de los Estados Unidos por Pensilvania entre 1789 y 1797. También, fue el primer presidente de la Cámara de Representantes de los Estados Unidos. En agosto de 1789, emitió el voto decisivo para la ubicación de la nueva capital, lo que hoy es Washington D. C. No buscó la reelección como presidente en 1796. El 29 de abril de 1796, como presidente del Comité plenario, emitió el voto decisivo a favor de las leyes necesarias para llevar a cabo el Tratado de Jay.
En 1794, durante su segundo mandato como presidente, la Cámara votó 42 a 41 en contra de una propuesta para traducir algunas de las leyes al alemán. Muhlenberg, quien se abstuvo en la votación, comentó más tarde que "cuanto más rápido los alemanes se conviertan en estadounidenses, mejor será". A pesar de no haber votado en contra del proyecto de ley, se desarrolló la leyenda de Muhlenberg , en la que él se encargaba de prohibir el alemán como idioma oficial de Estados Unidos.

#### Otros cargos
Fue presidente del consejo de censores de Pensilvania y fue nombrado síndico general de la Oficina de Tierras de Pensilvania el 8 de enero de 1800, sirviendo hasta su muerte en Lancaster el 4 de junio de 1801.